# Dietmar von Aist

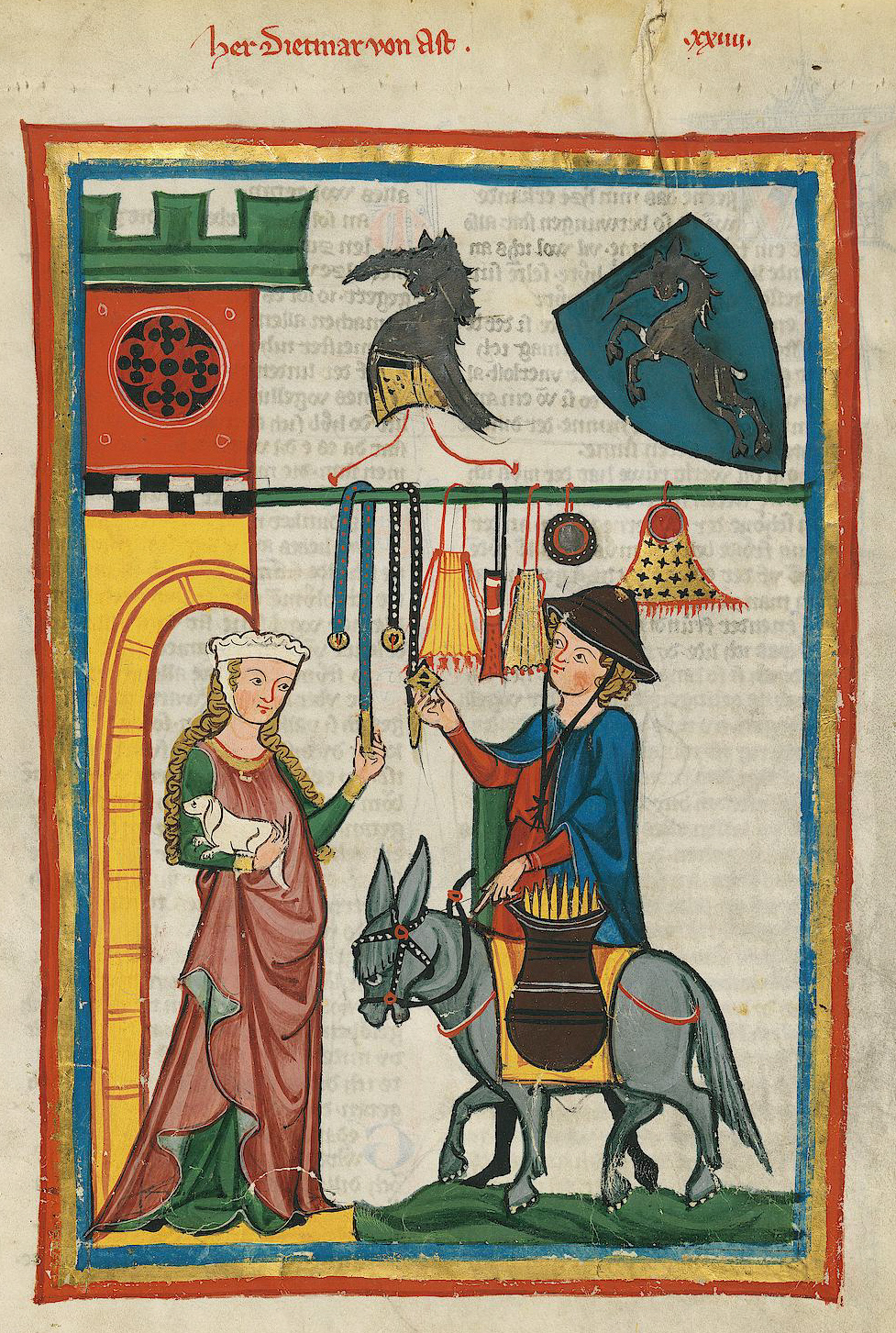
Dietmar von Aist (Codex Manesse), Blatt 64r: Die Miniatur, die keinen Bezug zu Dietmars Werk nimmt, deutet auf ihn als einen Fahrenden hin.

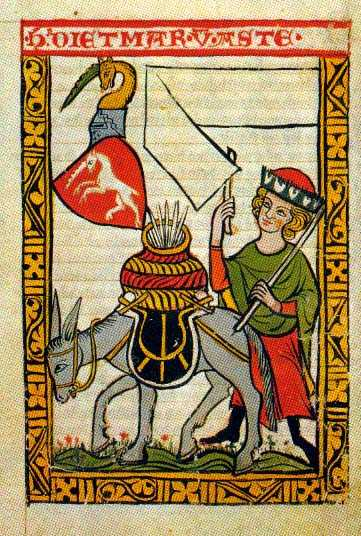
Dietmar von Aste (Konstanz-Weingartner Liederhandschrift): Alternative Namen, die ebenfalls den Minnesänger Dietmar von Aist bezeichnen, sind Dietmar von Aste oder Ast, wie hier in der Weingartner Liederhandschrift dargestellt (wahrscheinlich entstanden im Zeitraum 1310 bis 1320 im Kloster St. Martin bei Weingarten, Ravensburg). Man beachte das Einhorn als Wappentier Dietmars.

Dietmar von Aist (* um 1115; † nach 1171) war ein Minnesänger aus oberösterreichischem, freiherrlichen Geschlecht und Vertreter der donauländischen Lyrik, also der Frühphase des deutschsprachigen Minnesangs.

## Leben
Über das Leben des Dichters ist wenig bekannt. Ein Dietmar von Aist wird ab circa 1139 in zeitgenössischen Urkunden aus Salzburg, Regensburg und Wien namentlich erwähnt. Der Name Aist bezieht sich wahrscheinlich auf den Fluss Aist, der in Österreich unterhalb der Enns die Donau speist. Das Geschlecht derer von Aist ist ab etwa 1125 in Oberösterreich bezeugt, wo sich an der Aist heute die Ruinen des Stammsitzes befinden sowie in Aistersheim deren im Jahre 1136 errichtetes Wasserschloss Schloss Aistersheim. Ob der in Urkunden bezeugte Freiherr Dietmar de Aist wirklich der Dichter war, ist aber aus chronologischen Gründen unsicher. Ein urkundlich belegter Ditmarus de Agasta, der um 1171 verstarb, ist möglicherweise mit Dietmar identisch; auch sind die Schreibweisen Ayst und Eist in Dokumenten anzutreffen und später schließlich, als die Linie in die von Aistersheim übergeht, lassen sich ebenfalls noch Belege mit dem Namen Dietmar finden, wie etwa um 1299. All dies erschwert eine eindeutige Unterscheidung der namensgleichen Personen.

## Werke
Dietmar wird eine Reihe von Liedern zugeschrieben, nur bei wenigen ist seine Urheberschaft eindeutig zu bestimmen. Insgesamt sind unter seinem Namen 16 Minnelieder mit 42 Strophen überliefert. Mit den Strophen, die ihm sicher zugewiesen werden können, gehört er in die früheste Zeit des Minnesangs.

Mit seinem Werk stellt Dietmar von Aist das Bindeglied zwischen der außerhöfischen und höfischen Form dar. Er verwendet als einer der ersten Refrains und Wechsel.
Thema seiner Lieder ist meist das Verhältnis von Männern zu Frauen (Liebe, Trennung, Partnerschaft), wobei einige seiner Gedichte aus weiblicher, andere aus männlicher Perspektive geschrieben sind.

### Ez stuont ein frouwe alleine (Erwartung)
| Ez stuont ein frouwe alleine und warte über heide und warte ir liebes, so gesách si valken vliegen. ‚sô wol dir, valke, daz du bist! du vliugest, swar dir liep ist, du erkíusest dir in dem walde einen bóum, der dir gevalle. alsô hân ouch ich getân: ich erkôs mir selbe einen man, der erwélten mîniu ougen. daz nîdent schoene vrouwen. owê, wan lânt si mir mîn liep? joch engérte ich ir deheiner trûtes niet!‘ | Es stand eine Frau alleine Und sah über die Heide Und wartete auf ihre Liebe, Da sah sie einen Falken fliegen. ‚Wie gut für dich, Falke, wie du bist! Du fliegst wohin du möchtest: Du wählst dir in dem Wald Einen Baum der dir gefällt. So hab's auch ich getan: Ich suchte mir selbst einen Mann, Den meine Augen erwählten. Das neiden mir schöne Frauen. Oh weh, dass sie mir meine Liebe nicht lassen? Wahrlich noch nie neidete ich einen der ihren.‘ |

Dieser Text wird in Des Minnesangs Frühling als Dietmar zugeschrieben betrachtet, da es „in mindestens einer Hs. [...] unter Dietmars Namen überliefert“ ist.
Auch das erste überlieferte Tagelied Slâfest du, friedel ziere? stammt aus seiner Feder.

### Textausgaben
- Hugo Moser, Helmut Tervooren (Bearb.): Des Minnesangs Frühling. 38., erneut revidierte Auflage. Hirzel, Stuttgart 1988, ISBN 3-7776-0448-8, S. 56–69.

### Sekundärliteratur
- Hugo Kuhn: Dietmar von Eist. In: Neue Deutsche Biographie (NDB). Band 3, Duncker & Humblot, Berlin 1957, ISBN 3-428-00184-2, S. 675 (Digitalisat).
- Wilhelm Scherer: Dietmar von Eist. In: Allgemeine Deutsche Biographie (ADB). Band 1, Duncker & Humblot, Leipzig 1875, S. 167.
- Joachim Bumke: Geschichte der deutschen Literatur im hohen Mittelalter. dtv, München 1990, ISBN 3-423-04552-3, S. 85–86.
- Hans Fromm (Hrsg.): Der deutsche Minnesang: Aufsätze zu seiner Erforschung, Band 1. Wissenschaftliche Buchgesellschaft, Darmstadt 1961; Band 2, Wissenschaftliche Buchgesellschaft, Darmstadt 1985, ISBN 3-534-08604-X (= Wege der Forschung; Band 608).
- Rolf Grimminger: Poetik des frühen Minnesangs. C.H. Beck, München 1969 (= Münchener Texte und Untersuchungen zur deutschen Literatur des Mittelalters; Band 27).
- Andreas Hensel: Vom frühen Minnesang zur Lyrik der Hohen Minne: Studien zum Liebesbegriff und zur literarischen Konzeption der Autoren Kürenberger, Dietmar von Aist, Meinloh von Sevelingen, Burggraf von Rietenburg, Friedrich von Hausen und Rudolf von Fenis. Lang, Frankfurt am Main 1997, ISBN 3-631-31138-9.
- Fritz Peter Knapp: Deutschsprachiges Schrifttum. In: Anna M. Drabek (Red.): Österreich im Hochmittelalter (907 bis 1246). Verlag der österreichischen Akademie der Wissenschaften, Wien 1991, ISBN 3-7001-1861-9, S. 505–526 (= Veröffentlichungen der Kommission für die Geschichte Österreichs/Österreichische Akademie der Wissenschaften; Band 17).
- Alfred Romain: Die Lieder Dietmars von Eist. Univ., Diss., Leipzig 1911. (auch in: Beiträge zur Geschichte der deutschen Sprache und Literatur 37. 1912, S. 349–431, 565.)
- Günther Schweikle: Minnesang. 2., korrigierte Auflage. Metzler, Stuttgart 1995, ISBN 3-476-12244-1 (= Sammlung Metzler; Band 244).
- Helmut Tervooren: Dietmar von Aist. In: Verfasserlexikon, Band 2. 2. Auflage. De Gruyter, Berlin 1980, ISBN 3-11-007699-3, Spalte 95–98.
- Ingo F. Walther (Hrsg.): Codex Manesse. Die Miniaturen der Großen Heidelberger Liederhandschrift. Insel, Frankfurt am Main 1989, ISBN 3-458-14385-8.
- Herbert Zeman (Hrsg.): Literaturgeschichte Österreichs: von den Anfängen im Mittelalter bis zur Gegenwart. Akademische Druck- u. Vlgs., Graz 1996, ISBN 3-201-01650-0.